# Delphinium glareosum
Delphinium glareosum là một loài thực vật có hoa trong họ Mao lương. Loài này được Greene mô tả khoa học đầu tiên năm 1896.

## Hình ảnh

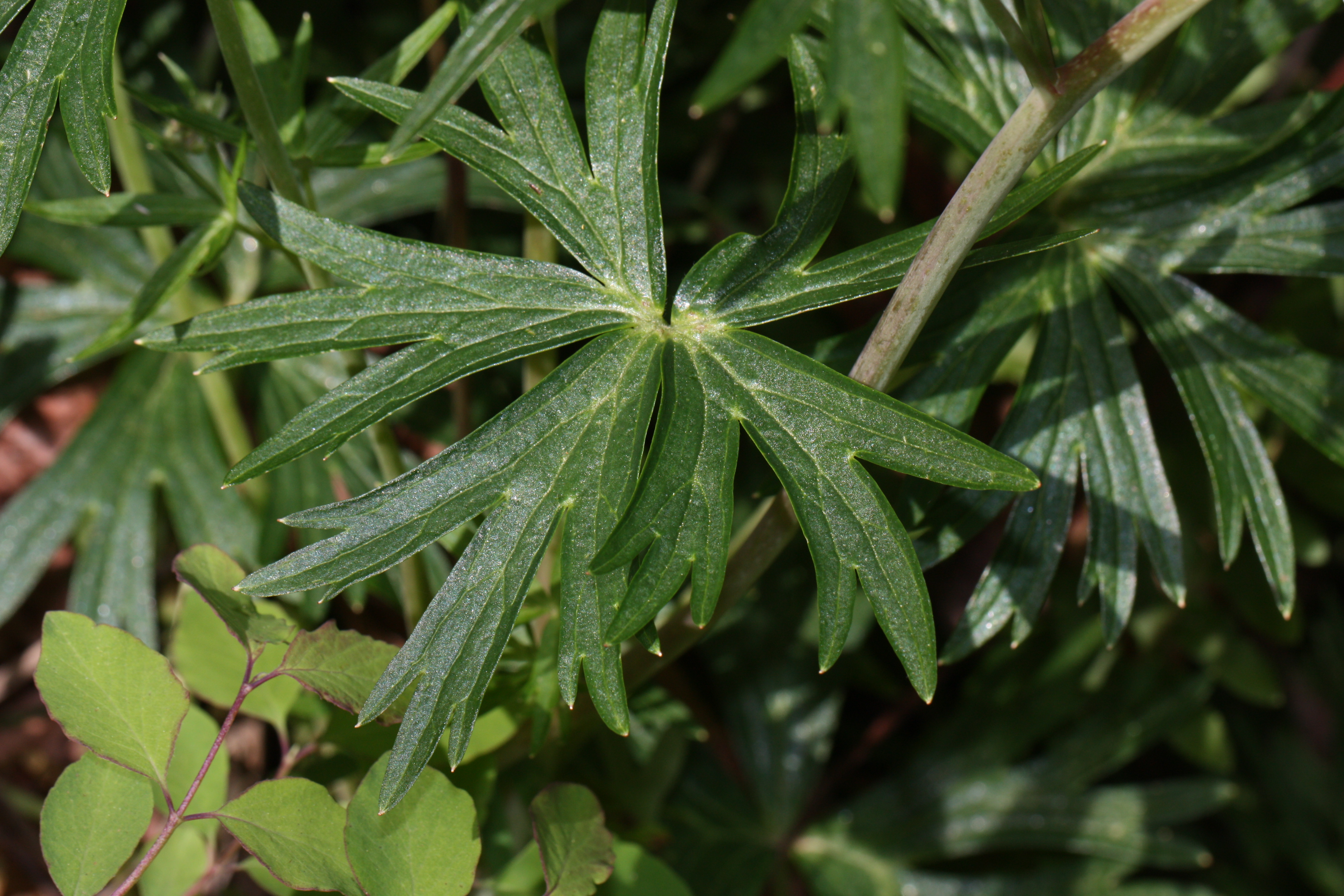
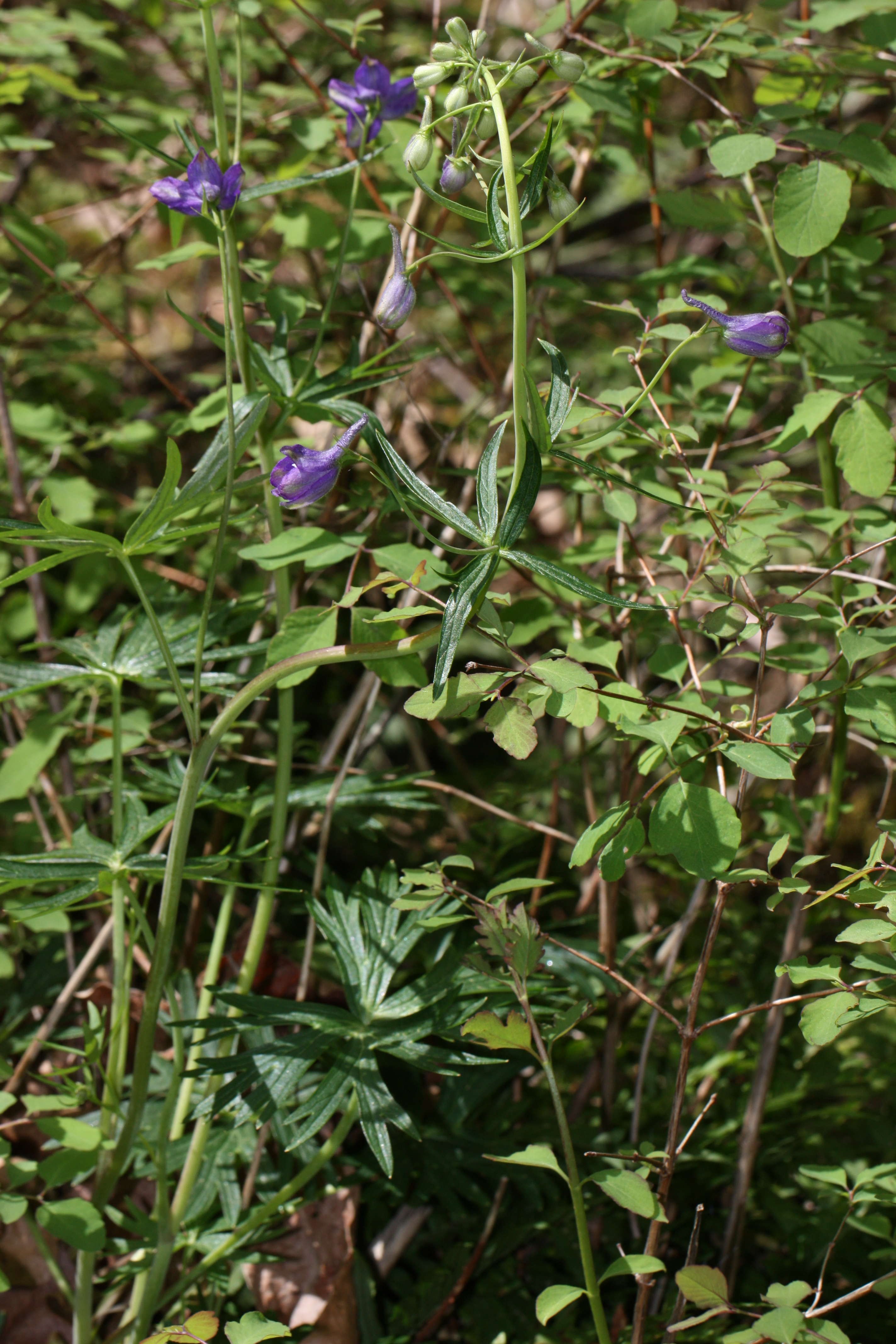
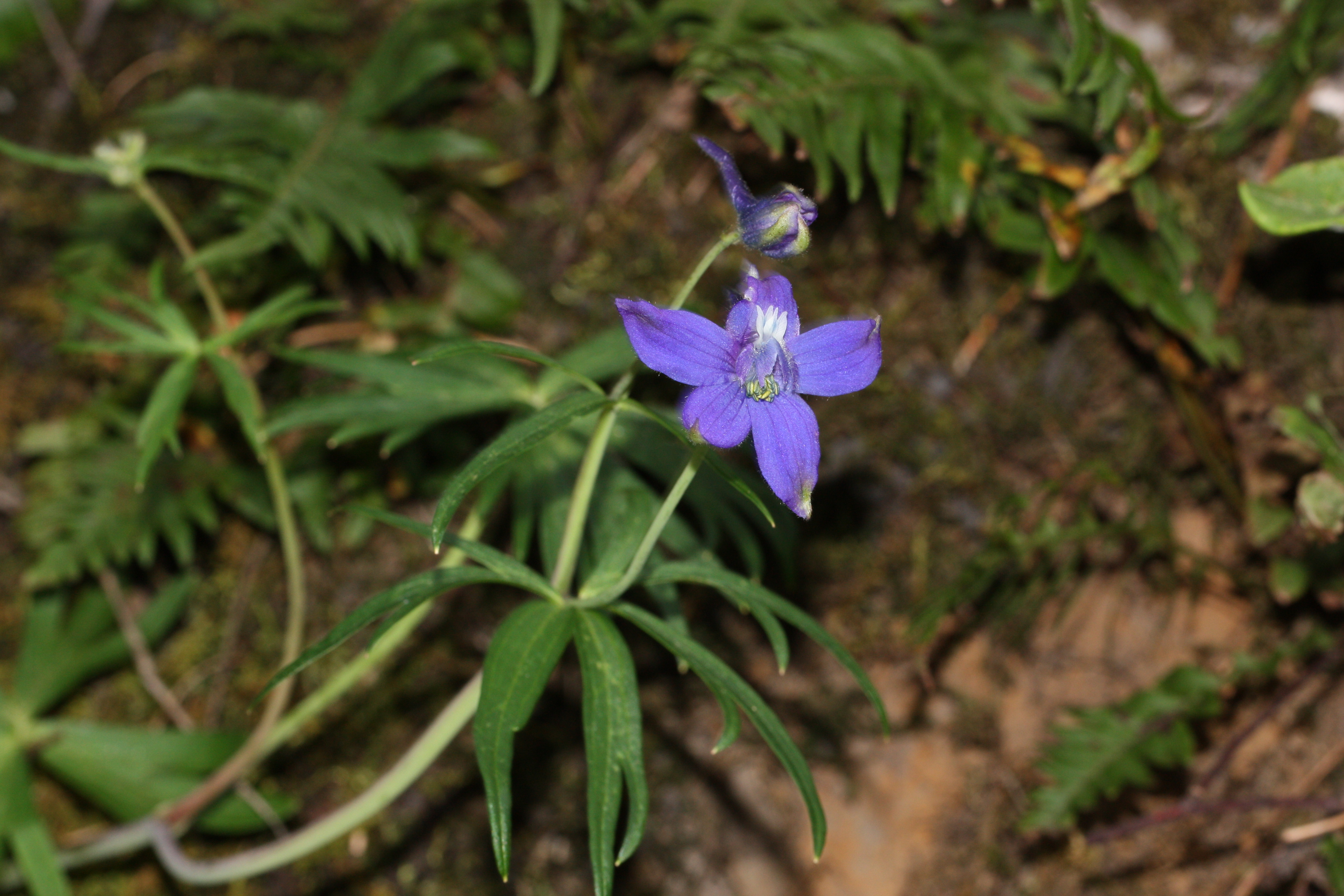
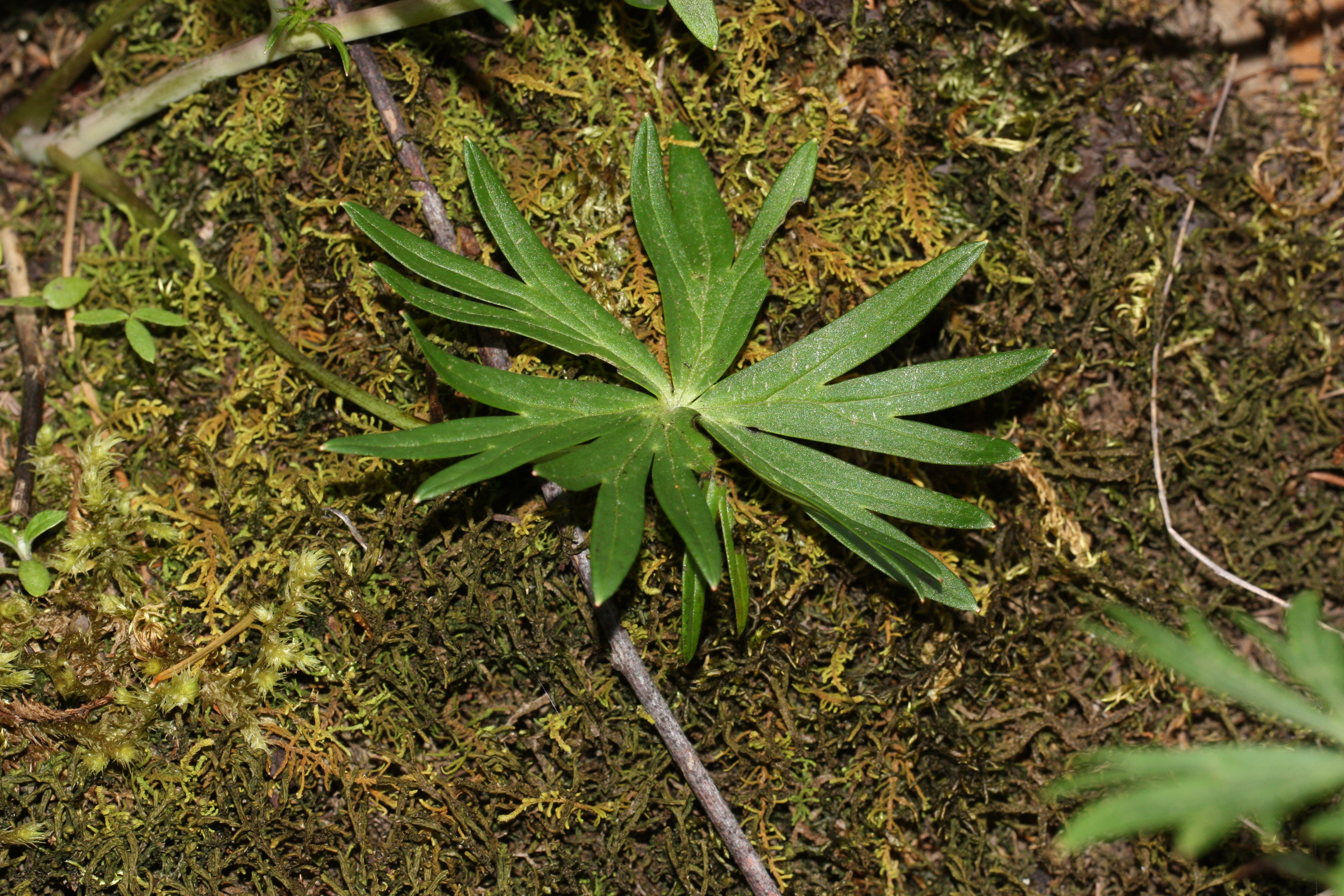